# The Doctor's Wife
"The Doctor's Wife"  (intitulado "A Esposa do Doutor" no Brasil) é o quarto episódio da sexta temporada da série de ficção científica britânica Doctor Who, transmitido originalmente através da BBC One em 14 de maio de 2011. Foi escrito por Neil Gaiman e dirigido por Richard Clark.
No episódio, uma entidade chamada a Casa (dublado por Michael Sheen) engana o alienígena viajante do tempo conhecido como o Doutor (Matt Smith) e seus acompanhantes, o casal Amy Pond (Karen Gillan) e Rory Williams (Arthur Darvill), para serem atraídos para um asteroide fora do universo, enviando uma chamada de socorro para a máquina do tempo do Doutor, a TARDIS. A Casa remove a matriz da nave e a coloca no corpo de uma mulher chamada Idris (Suranne Jones), que passa a ajudar o Doutor a impedir que a Casa escape de seu universo de bolso com a TARDIS.
"The Doctor's Wife" foi originalmente planejado para ser produzido como parte da temporada anterior, mas foi adiado devido a restrições de orçamento. Gaiman revisou o roteiro várias vezes, tendo que adicionar e remover personagens e eventos conforme a produção achasse adequado. O episódio foi filmado no outono de 2010 e apresentava uma sala de controle improvisada da TARDIS, que foi projetada por um vencedor de um concurso do programa infantil Blue Peter. Foi visto por 7,97 milhões de telespectadores no Reino Unido e recebeu críticas positivas, com elogios especiais a atuação de Jones. O episódio ganhou o Prêmio Ray Bradbury de 2011 de melhor apresentação dramática e o Prêmio Hugo de 2012 de melhor apresentação dramática, forma curta.

## Enredo
O Doutor, Amy e Rory seguem uma chamada de socorro com a identificação de um Senhor do Tempo chamado o Corsário até um asteroide fora do universo. Após pousar em um ferro-velho, a TARDIS desliga e sua matriz desaparece. O asteroide, chamado a Casa, coloca a matriz no corpo de uma mulher chamada Idris. O Doutor descobre que o Corsário e centenas de outros Senhores do Tempo foram assassinados no asteroide pela Casa e que dois de seus habitantes, tio e tia, são construídos a partir de partes do corpo de Senhores do Tempo. Ao saber que o Doutor é o último da sua espécie e que nada mais chegará, a Casa transfere sua consciência para a TARDIS para escapar da fenda. Amy e Rory estão presos dentro enquanto a nave controlada pela Casa se desmaterializa.
O Doutor descobre que Idris contém a personalidade da matriz da TARDIS e que eles podem falar um com o outro pela primeira vez. Com minutos antes de seu corpo falhar, ela revela que a Casa havia encalhado muitas TARDISes antes, e que seu universo de bolso está a horas do colapso. O Doutor e Idris trabalham juntos para construir uma TARDIS improvisada a partir de restos e então perseguem a Casa. A bordo da TARDIS do Doutor, a entidade ameaça matar Amy e Rory. Ele brinca com seus sentidos enquanto tentam fugir pelos corredores, e então envia um Ood chamado Sobrinho atrás deles. Idris faz uma conexão psíquica com Rory para lhe dar instruções para uma sala de controle secundária, onde ele e Amy são capazes de abaixar os escudos da TARDIS. Isso permite ao Doutor pousar a TARDIS improvisada na sala de controle secundária, que atomiza Sobrinho. A Casa exclui a sala de controle secundária enquanto se prepara para romper a fenda para o universo principal, que o Doutor antecipa. Os protocolos de segurança da TARDIS os transferem para a sala de controle principal, onde uma Idris moribunda libera a matriz da TARDIS de volta para a nave, destruindo a Casa. Um resquício da matriz da TARDIS, no corpo de Idris, afirma que ela não poderá falar com o Doutor novamente, mas estará lá por ele. Quando a matriz é totalmente restaurada, o corpo de Idris desaparece.

### Continuidade
O Doutor refere-se a alterar a aparência da sala de controle como uma mudança no tema da área de trabalho, como o Quinto Doutor faz em "Time Crash". Assim como o Terceiro Doutor em Inferno (1970), o Doutor e Idris operam um console de TARDIS sem uma concha externa. O Doutor também descarta salas da máquina para criar impulso, como havia feito anteriormente em histórias como Logopolis (1981) e Castrovalva (1982). O Doutor admite que matou todos os Senhores do Tempo, aludindo aos eventos da Guerra do Tempo. Em The War Games (1969), o Segundo Doutor contatou seus iguais usando um cubo semelhante aos vistos neste episódio. O Doutor se refere a si mesmo como "um louco com uma caixa", replicando a descrição que Amy o deu em " The Eleventh Hour". O Doutor se refere a Sobrinho como "outro Ood que não consegui salvar"; em "The Satan Pit", ele comenta que não teve tempo de salvar um Ood. As palavras enigmáticas de Idris, "a única água na floresta é o rio", são explicadas no último episódio da primeira parte da temporada, "A Good Man Goes to War".

## Produção

### Roteiro

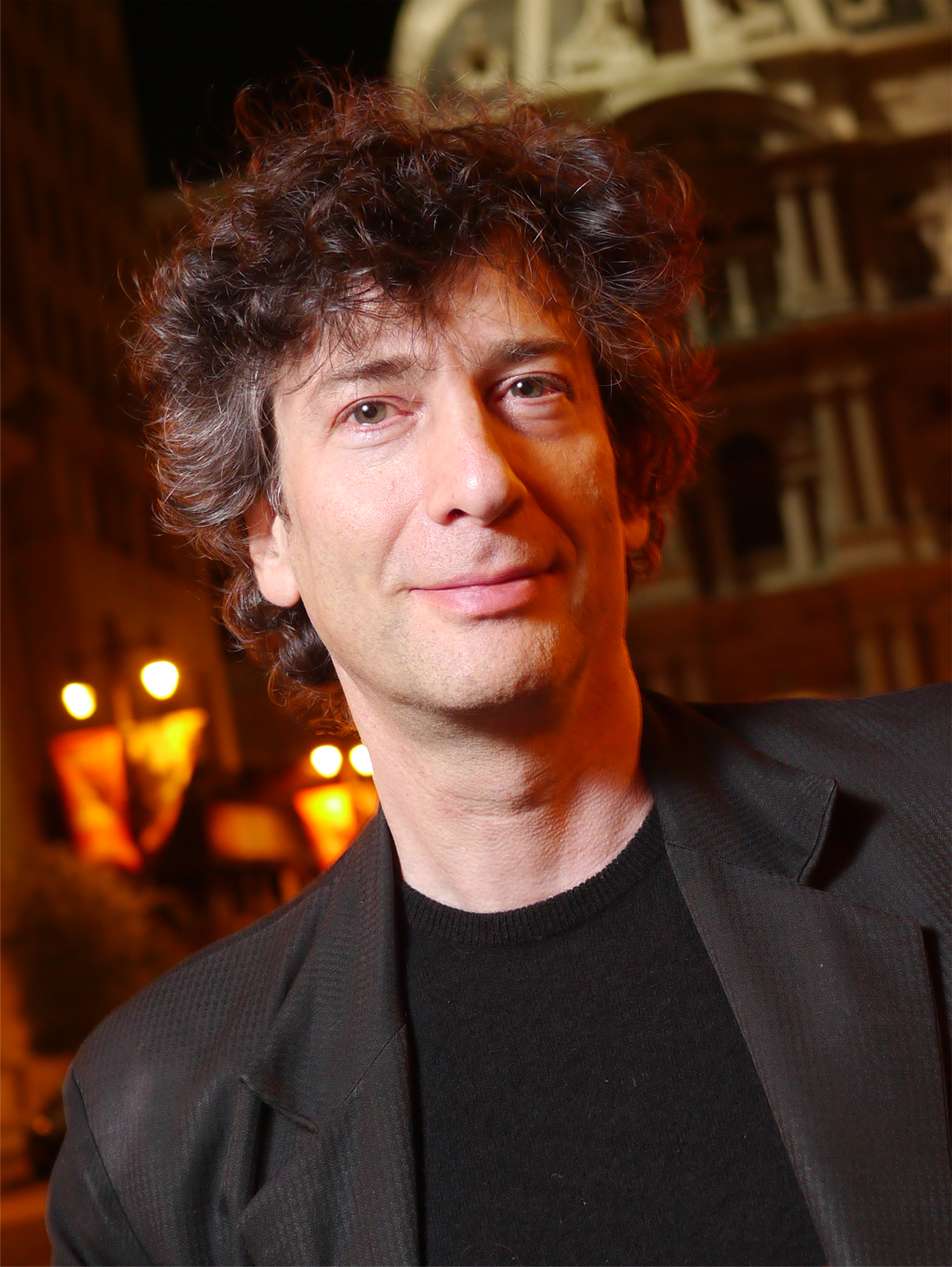
"The Doctor's Wife" foi a primeira contribuição de Neil Gaiman para Doctor Who.

Durante um jantar com o novo produtor executivo da série, Steven Moffat, o escritor Neil Gaiman perguntou a ele se poderia escrever um episódio. Em uma entrevista, Gaiman afirmou: "Eu inventei algo que era uma daquelas coisas em que você pensava que ninguém tinha feito antes." A história foi originalmente intitulada "The House of Nothing" antes de Gaiman se sentar para escrevê-lo, mas foi alterado para "Bigger on the Inside". Este título permaneceu até cerca de seis semanas antes de ser exibido, mas a equipe de produção estava começando a se preocupar que "Bigger on the Inside" revelaria a surpresa de que Idris era a TARDIS, então foi alterado. "The Doctor's Wife" também era um título falso anexado ao serial de 1984 The Caves of Androzani; o então produtor John Nathan-Turner havia mudado o título para o serial em seu conselho de planejamento em uma tentativa de eliminar uma suspeita de vazamento em seu escritório.
Gaiman sugeriu que fizessem um episódio centrado na própria TARDIS, o que não havia sido feito antes desde o começo da série em 1963. O plano original se concentrava na ideia do Doutor sendo perseguido por um inimigo dentro da TARDIS, mas passou por várias mudanças subsequentes; O roteirista mudou o plano para se concentrar no seu acompanhante devido ao conhecimento do Doutor sobre sua nave, tornando muito fácil para ele escapar de seu inimigo, e ao invés disso fez da TARDIS a ameaça ao invés de apenas um alienígena específico para evitar torná-la um simples jogo de  gato-e-rato, e depois incluiu a ideia de Idris para explicar o que aconteceu à mente da TARDIS durante este ataque. A ideia central era um cenário "e se" para ver o que aconteceria se o Doutor e a TARDIS conversassem. Moffat gostou da ideia de apresentar a máquina como uma mulher, acreditando que esta seria a "história de amor definitiva" para o Doutor.
Gaiman começou a escrever o episódio antes mesmo de Matt Smith ser escalado como o Décimo primeiro Doutor; ele tinha imaginado a atuação de David Tennant no primeiro rascunho, sabendo que Smith interpretaria o Doutor de maneira diferente. Apesar disso, ele não teve problemas para escrever os diálogos. O episódio foi originalmente programado para ser o décimo primeiro episódio da quinta temporada. No entanto, foi adiado para a sexta por causa de questões orçamentárias; o décimo primeiro episódio da quinta temporada seria substituído por "The Lodger". Mesmo assim, Gaiman foi forçado a operar com menos dinheiro do que gostaria; por exemplo, ele teve que desfazer uma cena ambientada na piscina da TARDIS, e em vez de ser capaz de usar um monstro de seu próprio design, ele teve que usar um Ood.
A mudança para a sexta temporada também significou que Gaiman teve que incluir Rory, que havia deixado de existir naquele momento na quinta temporada. Com o personagem incluído, Gaiman teve que "remodelar" grande parte da segunda metade do episódio, com Amy fugindo dentro da TARDIS. No rascunho original em que Amy era a única acompanhante, Gaiman acrescentou um "monólogo de partir o coração" da personagem, afirmando que "você consegue ver como é ser a companheira do ponto de vista da acompanhante, e ela tem que falar essencialmente nessa versão sobre como é triste, de certa forma. Um dia vai acontecer alguma coisa com ela, ela vai se casar, vai ser comida por monstros, vai morrer, vai enjoar disso, mas ele vai durar para sempre." A certa altura, Gaiman se cansou de reescrever rascunhos e pediu ajuda a Steven Moffat, que escreveu no que Gaiman chamou de "várias das melhores falas [do episódio]" e rapidamente reescreveu várias cenas quando problemas de orçamento prejudicaram as locações de filmagem.

### Casting
Em setembro de 2010, Suranne Jones anunciou que tinha sido escalada como convidada em Doctor Who como Idris para um episódio da sexta temporada. Jones anteriormente interpretou Mona Lisa no episódio Mona Lisa's Revenge de The Sarah Jane Adventures. Algum tempo depois de aparecer naquele programa, a atriz foi contatada para aparecer em Doctor Who a pedido de Gaiman, porque eles estavam procurando por alguém que "fosse estranha, bonita, mas de aparência estranha e bastante engraçada". Enquanto isso, Moffat descreveu Idris como "sexy mais maternal mais totalmente louca e serena". Durante uma leitura do roteiro, os produtores pediram a ela para "neutralizar [seu sotaque] um pouco", porque eles não queriam que Jones "fosse do norte" ou tivesse um sotaque padrão, mas que agisse "como o Doutor". Mais tarde, em março de 2011, Gaiman confirmou que Michael Sheen também seria uma estrela convidada no episódio para dublar um personagem. Adrian Schiller apareceu anteriormente no áudio-drama do Oitavo Doutor, Time Works, onde interpretou Zanith.

### Filmagens

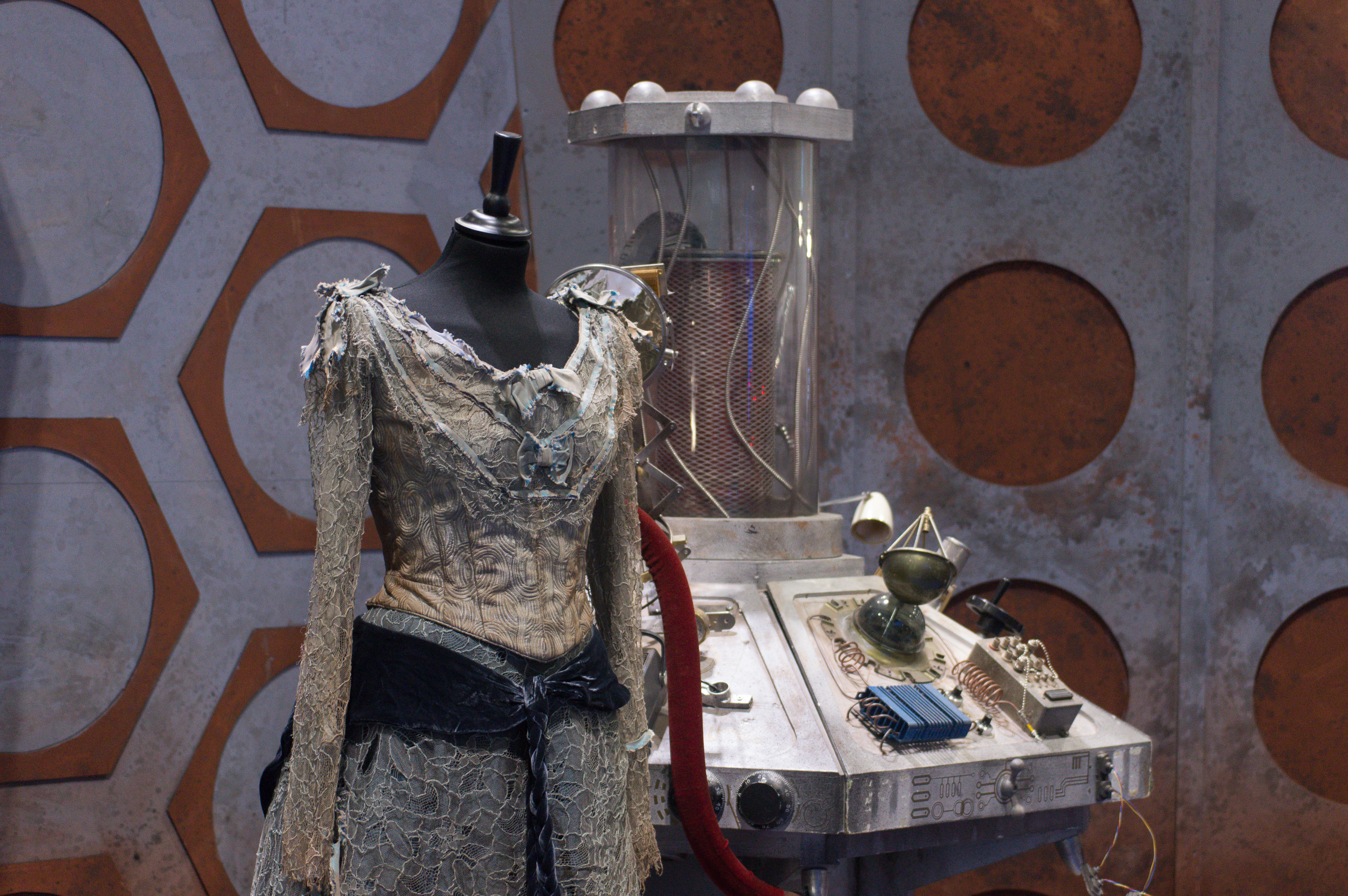
O traje de Idris e o cenário da TARDIS improvisada, em exibição no Doctor Who Experience

"The Doctor's Wife" foi planejado como o terceiro episódio da temporada em 2011, mas a ordem foi alterada durante o processo de produção. A produção inicial ocorreu em setembro, com Gaiman visitando o set durante o período de produção e filmando para o Doctor Who Confidential associado. As filmagens adicionais aconteceram em outubro de 2010, com Suranne Jones sendo filmada para efeitos especiais de tela verde. As cenas em que Amy e Rory estão fugindo permitiram que o público explorasse a TARDIS fora da sala de controle, algo que os produtores queriam fazer há algum tempo. Uma série de corredores foi construída e mantida para uso futuro. O episódio também apresentou o retorno da antiga sala de controle da TARDIS da era de Christopher Eccleston e David Tennant. Gaiman originalmente queria reconstruir uma sala do console da série original, mas o custo provou ser proibitivo. O cenário foi mantido após as filmagens de "The Eleventh Hour", mas desde então foi removido para se tornar parte da exibição Doctor Who Experience. O ator Arthur Darvill notou que o piso do cenário mais antigo tinha uma qualidade semelhante a um ralador de queijo, então, quando a cena exigia que o elenco caísse sobre ele, eles acharam desconfortável permanecer no chão por um longo período de tempo.
"The Doctor's Wife" apresenta um console TARDIS improvisado, que foi pilotado pelo Doutor e Idris. O console foi projetado por Susannah Leah, uma estudante de Todmorden que venceu uma competição no Blue Peter, um programa infantil que desafiava seus espectadores a imaginar um console da TARDIS baseado em objetos domésticos. O design de Leah foi selecionado por Moffat, Edward Thomas, o designer de produção da temporada anterior, e Tim Levell, um editor do Blue Peter, junto com a contribuição final entre os três vencedores por faixa etária por Smith. Michael Pickwoad, o designer de produção da sexta temporada, comentou que a ideia de Leah capturou a natureza dos "bits e peças" do que os consoles da TARDIS eram feitos no passado, bem como a natureza do console improvisado necessário para este episódio. O desenho foi refeito fielmente pela equipe de produção para o adereço no episódio, incluindo o uso de um cabide para iniciar a TARDIS. Leah foi trazida pelo Blue Peter para ver o cenário em construção e as locações durante as filmagens das cenas da TARDIS improvisadas, conhecendo Smith e os outros atores e a equipe de produção. A Character Options lançou um brinquedo baseado no console de Leah no final de 2011. O planetoide a Casa no universo de bolso foi filmado em uma pedreira fora de Cardiff.

## Transmissão e recepção
"The Doctor's Wife" foi transmitido pela primeira vez no Reino Unido na BBC One em 14 de maio de 2011 e na BBC America nos Estados Unidos no mesmo dia.  No Reino Unido, números preliminares da audiência durante a noite foram de 6,09 milhões de espectadores, com um share de 29,5% do público. Tornou-se a terceira transmissão mais assistida da noite, atrás do Britain's Got Talent na ITV1 e do Festival Eurovisão da Canção 2011 que foi exibido mais tarde na BBC One. A audiência final consolidada do episódio aumentou para 7,97 milhões de pessoas, com um share de 34,7%. Recebeu um Índice de Apreciação do público de 87, considerado excelente.

### Recepção critica
O episódio foi recebido positivamente, com muitos elogiando o desempenho de Jones como a TARDIS. Dan Martin, do The Guardian, disse: "Com tantas ideias malucas em jogo, seria tão fácil errar ... ainda que em todos os sentidos fosse perfeito". Ele elogiou Suranne Jones em particular, dizendo que ela era "eletrizante o tempo todo". Martin mais tarde classificou-o como o terceiro melhor episódio da temporada, embora o último episódio não tenha sido incluído na lista. O The A.V. Club deu ao episódio uma nota "A", dizendo que foi um "[episódio] muito bom ... uma aventura rápida, assustadora e criativa cheia de conceitos inteligentes e diálogos espirituosos. E muito coração no modo como trata de um relacionamento importante raramente abordado na série”. Ele admirou a inteligência da caracterização de "Idris / TARDIS" e achou a relação "bastante tocante". Gavin Fuller do The Telegraph elogiou a atuação de Smith, Jones e Sheen e chamou o episódio de "extremamente agradável". Neela Debnath do The Independent elogiou Gaiman por misturar "romance, tragédia e horror, conseguindo encontrar um equilíbrio enquanto contava uma história simples", embora criticasse as frequentes mortes de Rory.
O crítico da SFX Magazine, Russel Lewin, deu a "The Doctor's Wife" quatro estrelas e meia de cinco, classificando-o como uma "intriga ininterrupta e suspense cuidadosamente controlado até o fim". Ele elogiou particularmente o desempenho energético de Smith, dizendo "ele pinga e efervesce a tela como fogos de artifício Technicolor, iluminando cada cena que adorna". Matt Risley da IGN avaliou o episódio com uma nota 9 de 10 e concluiu: "Doce, comovente, inteligente, diferente, totalmente imaginativo e acessível tanto para fãs hardcore quanto para novatos - este não é apenas Doctor Who, mas ficção científica no seu melhor.. Ele também elogiou o roteiro de Gaiman por ser "uma ideia simples executada de forma brilhante". Patrick Mulkern, da Radio Times, admitiu que não tinha certeza se iria gostar do "cenário sujo, personagens malucos e diálogos peculiares", mas acabou "cativado". Ele gostou particularmente de ver mais do interior da TARDIS e chamou-o de "clássico excêntrico instantâneo".
Morgan Jeffery, do Digital Spy, avaliou-o com quatro de cinco estrelas, dizendo que "não é perfeito, mas seria difícil culpar sua ambição". Ele criticou a atuação de Jones em Idris, já que "seu comportamento excêntrico inicial tende a irritar em vez de divertir", embora sua atuação se acalmasse posteriormente no episódio. Sua outra "crítica leve" foi que Karen Gillan e Darvill foram "marginalizados", mas elogiou suas atuações. Jeffery sentiu que a força do episódio estava nos personagens e não no enredo e citou a derrota da Casa como um deus ex machina "ligeiramente decepcionante".
Em 2013, Charlie Coile publicou um ensaio intitulado More than a Companion: "The Doctor's Wife" and Representations of Women in "Doctor Who", no qual analisa o retrato de Idris e a tentativa do episódio de empoderamento feminino. Coile critica a caracterização de Idris, descrevendo-a como talvez sendo "o exemplo mais perturbador de representação feminina na série" e como superficial e criticando a objetificação do episódio dela. Ela também critica o relacionamento entre a personagem e o Doutor como desigual, apesar de sua experiência compartilhada e da tentativa do episódio de retratá-los como iguais. Em contraste, Emily Capettini elogiou a dinâmica reiventada entre a TARDIS e o Doutor e o status elevado da nave como igual a ele em seu ensaio "A boy and his box, off to see the universe": Madness, Power and Sex in "The Doctor's Wife".
O episódio ganhou o Prêmio Bradbury de 2011 de Melhor Apresentação Dramática. Ele também ganhou o Prêmio Hugo de 2012 de Melhor Apresentação Dramática (Forma Curta).